# Кубок Америки по волейболу 1999
2-й розыгрыш Кубка Америки по волейболу прошёл с 14 по 23 октября 1999 года в трёх городах США (штат Флорида) — Тампе, Сент-Питерсберге и Орландо — с участием 6 национальных сборных команд стран-членов NORCECA и CSV. Победителем турнира во второй раз подряд стала сборная Бразилии.

## Команды-участницы
- NORCECA: Канада, Куба, США.
- CSV: Аргентина, Бразилия, Венесуэла.

## Система проведения турнира
6 команд-участниц на предварительном этапе провели однокруговой турнир. Четыре лучшие команды вышли в полуфинал плей-офф и по системе с выбыванием определили призёров турнира.

## Предварительный этап
| М | Команда   | 1   | 2   | 3   | 4   | 5   | 6   | И | В | П | С/П  | О  |
| - | --------- | --- | --- | --- | --- | --- | --- | - | - | - | ---- | -- |
| 1 | Бразилия  |     | 3:0 | 3:0 | 3:0 | 3:0 | 3:0 | 5 | 5 | 0 | 15:0 | 10 |
| 2 | США       | 0:3 |     | 3:1 | 3:0 | 3:1 | 3:0 | 5 | 4 | 1 | 12:5 | 9  |
| 3 | Куба      | 0:3 | 1:3 |     | 3:2 | 3:1 | 3:0 | 5 | 3 | 2 | 10:9 | 8  |
| 4 | Аргентина | 0:3 | 0:3 | 2:3 |     | 3:0 | 3:2 | 5 | 2 | 3 | 8:11 | 7  |
| 5 | Канада    | 0:3 | 1:3 | 1:3 | 0:3 |     | 3:0 | 5 | 1 | 4 | 5:12 | 6  |
| 6 | Венесуэла | 0:3 | 0:3 | 0:3 | 2:3 | 0:3 |     | 5 | 0 | 5 | 2:15 | 5  |

Тампа
14 октября: Бразилия — Канада 3:0 (25:23, 29:27, 25:19); США — Венесуэла 3:0 (25:23, 26:24, 25:20).
15 октября: Бразилия — Куба 3:0 (25:20, 25:12, 28:26); Аргентина — Венесуэла 3:2 (25:23, 19:25, 21:25, 26:24, 15:13).
16 октября: Аргентина — Канада 3:0 (32:30, 25:16, 25:19); США — Куба 3:1 (25:17, 25:21, 23:25, 25:15).
Сент-Питерсберг
17 октября: Бразилия — Аргентина 3:0 (25:22, 25:17, 25:14); Канада — Венесуэла 3:0 (25:19, 25:19, 25:18).
18 октября: Куба — Канада 3:1 (24:26, 25:21, 25:18, 25:15); Бразилия — США 3:0 (25:13, 25:22, 25:20).
19 октября: Куба — Венесуэла 3:0 (25:20, 25:22, 25:17); США — Аргентина 3:0 (26:24, 25:13, 25:20).
21 октября: Бразилия — Венесуэла 3:0 (25:20, 25:15, 27:25); Куба — Аргентина 3:2 (19:25, 25:22, 25:20, 21:25, 21:19); США — Канада 3:1 (25:20, 25:12, 29:31, 25:18).

## Плей-офф
Орландо

### Полуфинал
22 октября
Бразилия — Аргентина 3:0 (25:22, 25:21, 25:13)
США — Куба 3:0 (25:19, 25:23, 25:16)

### Матч за 3-е место
23 октября
Аргентина — Куба 3:0 (25:16, 25:21, 25:19)

### Финал
23 октября
Бразилия — США 3:1 (24:26, 25:20, 25:23, 25:13)

## Итоги

### Положение команд
| Бразилия     |
| США          |
| Аргентина    |
| 4. Куба      |
| 5. Канада    |
| 6. Венесуэла |